# Vilsheim
Vilsheim – miejscowość i gmina w Niemczech, w kraju związkowym Bawaria, w rejencji Dolna Bawaria, w regionie Landshut, w powiecie Landshut. Leży około 10 km na południowy zachód od Landshut.

## Dzielnice
W skład gminy wchodzą trzy dzielnice: Gundihausen, Münchsdorf i Vilsheim.

## Demografia
| Rok  | Liczba mieszk. |
| ---- | -------------- |
| 1970 | 1 428          |
| 1987 | 1 674          |
| 2000 | 2 218          |

## Oświata
(na 1999)

W gminie znajduje się przedszkole (75 miejsc i 76 dzieci) oraz szkoła podstawowa (9 nauczycieli, 168 uczniów).